# Zárai repülőtér
A Zárai repülőtér (IATA: ZAD, ICAO: LDZD) nemzetközi repülőtér Horvátország repülőtereinek egyike. 

## Fekvése
Zára központjától 8 km-re délre. Éves utasforgalma 1 102 381 fő (2022).

## Története
A repülőtér eleinte mint a Lufthansa repülőiskolája működött, majd a Horvát Légierő fő kiképző bázisaként működik.
Az egyik olyan repülőtér, ahol a gurulósáv keresztez egy közutat. 
2013 áprilisától a  Zárai repülőtér a Ryanair bázisrepülőtereként működik, ahonnan  Boeing 737–800 gépek indulnak 16 európai repülőtér felé (Németország, Írország, Egyesült Királyság, Franciaország, Belgium, Dánia, Svédország, Norvégia).

## Légitársaságok és úticélok
| Légitársaság        | Célállomások                                                                                              |
| ------------------- | --- |
| Air Serbia          | Szezonális: Belgrád                                                                                       |
| Austrian Airlines   | Szezonális: Bécs                                                                                          |
| Chair Airlines      | Szezonális: Zürich                                                                                        |
| Condor              | Szezonális: Frankfurt                                                                                     |
| Croatia Airlines    | Pula, Zágráb Szezonális: Frankfurt                                                                        |
| easyJet             | Szezonális: Amszterdam, Berlin–Schönefeld, Berlin–Tegel, London–Gatwick, London–Luton, Milan–Malpensa     |
| easyJet Switzerland | Szezonális: Basel/Mulhouse                                                                                |
| Eurowings           | Szezonális: Berlin–Tegel, Köln/Bonn, Düsseldorf, Hamburg, Stuttgart                                       |
| Iberia Express      | Szezonális: Madrid                                                                                        |
| Jet2.com            | Szezonális: London–Stansted, Manchester                                                                   |
| Lauda               | Szezonális: Stuttgart, Bécs                                                                               |
| Lufthansa           | Szezonális: Frankfurt, München                                                                            |
| Luxair              | Szezonális: Luxembourg                                                                                    |
| LOT                 | Szezonális: Rzeszów , Varsó–Chopin                                                                        |
| Neos                | Szezonális charter: Tel Aviv                                                                              |
| Ryanair             | Szezonális: Bergamo, Berlin–Schönefeld, Charleroi, Köln/Bonn, Karlsruhe/Baden-Baden, Poznań, Prága, Weeze |
| Transavia           | Szezonális: Rotterdam/The Hague                                                                           |
| Vueling             | Szezonális: Rome–Fiumicino                                                                                |

## Forgalom
Az utasforgalom az elmúlt években az alábbi módon változott:
| Utasok száma | 146 000 | 49 949 | 86 857 | 119 449 | 254 802 | 346 770 | 468 850 | 589 841 | 120 747 | 1 102 381 |
|              | 1976    | 2002   | 2005   | 2007    | 2010    | 2012    | 2015    | 2017    | 2020    | 2022      |

## Fordítás
Ez a szócikk részben vagy egészben  a   Zadar Airport című angol Wikipédia-szócikk fordításán alapul.  Az eredeti cikk szerkesztőit annak laptörténete sorolja fel. Ez a jelzés csupán a megfogalmazás eredetét és a szerzői jogokat jelzi, nem szolgál a cikkben szereplő információk forrásmegjelöléseként.